# Mikhail Aleshin
Mikhail Petrovich Aleshin (Russo: Михаил Петрович Алёшин em Moscou, 22 de Maio de 1987) é um automobilista russo.
Aleshin correu no kart de 1996 a 2000. A partir de 2001 disputou vários competições internacionais. Em 14 de abril de 2007 ele tornou-se o primeiro piloto russo a vencer uma corrida numa categoria principal em Monza pela World Series by Renault.
Em 2014 disputa a Fórmula Indy.

## Carreira
| Ano  | Categoria                     | Equipe             | Corridas | Vitórias | Poles | Pódiums | Pontos | Pos. |
| ---- | ----------------------------- | ------------------ | -------- | -------- | ----- | ------- | ------ | ---- |
| 2002 | Fórmula 3 Russa               | ND                 | ND       | ND       | ND    | ND      | ND     | 4    |
| 2003 | Fórmula Renault 2000 Alemanha | JD Motorsport      | 14       | 0        | 0     | 0       | 99     | 12   |
| 2003 | Fórmula Renault 2000 Masters  | JD Motorsport      | 8        | 0        | 0     | 0       | 0      | —    |
| 2004 | Fórmula Renault 2000 Alemanha | Lukoil Racing Team | 14       | 0        | 2     | 3       | 185    | 5    |
| 2004 | Fórmula Renault 2000 Eurocopa | Lukoil Racing Team | 16       | 0        | 0     | 0       | 26     | 17   |
| 2005 | Fórmula Renault 2.0 Eurocopa  | Lukoil Racing Team | 10       | 0        | 0     | 0       | 3      | 30   |
| 2005 | Fórmula Renault Alemanha      | Lukoil Racing Team | 16       | 1        | 1     | 7       | 274    | 2    |
| 2005 | A1 Grand Prix                 | A1 Team Rússia     | 2        | 0        | 0     | 0       | 0      | —    |
| 2006 | World Series by Renault       | Carlin Motorsport  | 17       | 0        | 1     | 1       | 41     | 11   |
| 2007 | World Series by Renault       | Carlin Motorsport  | ND       | 1        | 1     | 1       | ND     | 13   |
| 2007 | GP2 Series                    | ART Grand Prix     | 2        | 0        | 0     | 0       | 3      | 13   |
| 2008 | World Series by Renault       | ND                 | ND       | ND       | ND    | ND      | ND     | 5    |
| 2009 | Fórmula 2 FIA                 | ND                 | ND       | ND       |       |         |        |      |